# Municipio de Lyons (Illinois)
El municipio de Lyons (en inglés: Lyons Township) es un municipio ubicado en el condado de Cook en el estado estadounidense de Illinois. En el año 2010 tenía una población de 111688 habitantes y una densidad poblacional de 1.168,17 personas por km².

## Geografía
Según la Oficina del Censo de los Estados Unidos, el municipio tiene una superficie total de 95.61 km², de la cual 94.15 km² corresponden a tierra firme y (1.53%) 1.46 km² es agua.

## Demografía
Según el censo de 2010, había 111688 personas residiendo en el municipio de Lyons. La densidad de población era de 1.168,17 hab./km². De los 111688 habitantes, el municipio de Lyons estaba compuesto por el 82.09% blancos, el 6.02% eran afroamericanos, el 0.29% eran amerindios, el 2.18% eran asiáticos, el 0.02% eran isleños del Pacífico, el 7.32% eran de otras razas y el 2.08% pertenecían a dos o más razas. Del total de la población el 18.99% eran hispanos o latinos de cualquier raza.